# Tissu conjonctif
Le tissu conjonctif (TC) est l'un des quatre types de tissus biologiques du règne animal qui soutient, lie, ou distingue différents types de tissus et d'organes du corps. Il tient son origine dans le mésoderme, au moment de la gastrulation, lors du développement embryonnaire. Les trois autres types de tissus sont l'épithélium, le tissu musculaire et le tissu nerveux. Le tissu conjonctif se place entre d'autres tissus du corps, comme ceux du système nerveux. Le tissu conjonctif compose notamment les membranes externes qui enveloppent l'encéphale et la moelle spinale, ces deux constituant le système nerveux central, touchant la substance grise et la substance noire, la plus profonde. Il compose aussi les os, les vaisseaux sanguins et le sang, tous les organes comme les yeux, la peau, etc. et constitue 80 % du corps humain. Grande découverte de la fin du XXe siècle, 200 maladies orphelines du tissu conjonctif sont aujourd'hui recensées. 
Mis à part le sang et la lymphe, les tissus conjonctifs possèdent trois principaux constituants : les fibres (élastiques et collagéneuses), la substance fondamentale et la cellule — toutes les autorités scientifiques n'évaluent pas le sang ou la lymphe en tant que tissu conjonctif. Ils s'immergent dans un liquide corporel aqueux.
Les cellules des tissus conjonctifs sont les fibroblastes, les adipocytes, les macrophages, les mastocytes et les leucocytes.

## Éléments constitutifs
Tous les tissus conjonctifs sont formés par une association de trois éléments : les éléments cellulaires avec leurs noyaux, les substances fondamentales et les fibres.

### Éléments cellulaires
Les cellules indigènes/fixes/résidentes :
- les fibroblastes, ont un aspect en faisceau avec de nombreux prolongements. Ils sont riches en organites car ils ont un rôle de synthèse important. Ce sont eux qui élaborent les deux autres constituants de ces tissus ;
- les fibrocytes, qui sont des fibroblastes au repos ;
- les myofibroblastes, qui sont des fibroblastes dotés de capacités contractiles ;
- les adipocytes de la graisse blanche, isolés ou dans une population, ils sont impliqués dans le stockage des corps gras, dans la sécrétion de protéines (dont la leptine) et dans la protection thermique ;
- les adipocytes de la graisse brune, de forme sphérique. Ils sont innervés de manière autonome par une terminaison nerveuse amyélinique et permettent la conversion de l'énergie en chaleur chez le fœtus et l'enfant ;
- les synoviocytes.

Les cellules en transit/mobiles, lesquelles appartiennent principalement au système immunitaire de l'organisme :
- les macrophages et les histiocytes, responsables de la phagocytose ;
- les granulocytes ;
- les plasmocytes, responsables de la sécrétion d'immunoglobulines ;
- les mastocytes, responsables de l'inflammation.

### Substances fondamentales
Les fibroblastes produisent des substances endogènes : des protéines associées à des chaînes glucidiques: les protéoglycanes.
Ce sont des molécules de liaison capable de piéger des molécules d'eau. Ces protéoglycanes ont une forme de brosse, avec un axe central formant le manche de la brosse et des glycosaminoglycanes formant les dents. Les glycosaminoglycanes peuvent être sulfatés (kératane sulfate, chondroïtine sulfate, dermatane sulfate, héparane sulfate ou héparine, liés de manière covalentes, ils représentent 95 % du poids du protéoglycane), ou non (acide hyaluronique, qui lui est lié de manière non covalente).
On y retrouve également des protéases, qui détruisent la substance fondamentale et permettent ainsi son renouvellement. Elles sont sécrétées par le fibroblastes et les macrophages.
Le rôle nutritif est assuré par de l'eau, des sels minéraux et des protéines que l'on trouve en quantité abondante. Ces substances contribuent aussi à la protection contre les chocs et les compactions que pourraient subir les organes.

### Fibres
On trouve dans les tissus conjonctifs trois types de fibres :
- les fibres de collagène (1 à 12 micromètres de long et 0,2 à 0,5 micromètre de diamètre)
C'est une substance constituée d'une molécule de base : le collagène ; celles-ci peuvent s'agglomérer entre elles et donnent des fibres de collagène longues et sinueuses présentant une grande résistance sans élasticité ;
- les fibres de réticuline (0,2 à 2 micromètres de diamètre)
Éléments fibrillaires qui peuvent être bifurqués et apparaître anastomosés (sans l'être réellement), denses inextensibles et souples (richesse en ciment : glycoprotéine) où l'on retrouve des fibrilles élémentaires de collagène de type III. Elles sont argirophiles et sont donc visibles en microscopie électronique ;
- les fibres élastiques (0,2 à 1 micromètre de diamètre)
Elles offrent une capacité d'extension et de contraction (120 à 150 %), tout en conservant une grande résistance. On observe deux constituants :
  - un composant amorphe : l'élastine, scléroprotéine, polymère insoluble, hydrophobe, précurseur de la tropoélastine,
  - ainsi qu'un composant fibrillaire : fibres oxytalanes, renfermant du collagène VI et des lipoprotéines.

## Classification
Les tissus conjonctifs sont constitués de cellules et de matrice extracellulaire, qui est elle-même composée de fibres (collagène, réticuline, fibronectine ou élastine) et de substance fondamentale. On classe les tissus conjonctifs selon la prédominance d'un de ces trois constituants :

### Tissus conjonctifs à prédominance de cellules
Ces tissus sont à prédominance cellulaires et sont intéressants par leurs propriétés d'excrétion de substances issues des fibres de collagène, ex. : tissu palléal du sein.

### Tissus conjonctifs denses
Ces tissus sont à prédominance fibrillaires et assurent un rôle mécanique.
- Prédominance de collagène : tissus conjonctifs fibreux :
  - non orienté, ex. : derme profond,
  - orienté :
    - unitendu, ex. : tendons,
    - bitendu, ex. : cornée ;

  - semi-orienté, c'est-à-dire mêlant des zones de tissu conjonctif dense fibreux orienté et des zones de tissu conjonctif dense fibreux non orienté, ex. : le derme, et plus précisément, la partie superficielle (papillaire) du derme en contact avec l'épiderme, par opposition au derme profond.

- Prédominance de réticuline : tissus conjonctifs réticulaires, ex. : organes hématopoïétiques.
Les fibres réticulaires (fibres de réticuline (collagène de type III)). Elles forment les charpentes des organes et des tissus. Elles peuvent être mises en évidence par des colorations argentiques ou par réaction à l’acide périodique (PAS).

- prédominance d'élastine : tissus conjonctifs élastiques, ex. : cartilage de l'oreille, de l'épiglotte.

### Tissus conjonctifs œdémateux
Ces tissus sont à prédominance de substance fondamentale. La gelée de Wharton en est un exemple.

### Tissus conjonctifs adipeux
Il est constitué de nombreux adipocytes contenant une énorme vacuole lipidique, appelé lobules. On le retrouve dans le derme ou le mésentère.
Il joue trois rôles :
- protection thermique (les lipides sont de bons isolants contre le froid) ;
- protection mécanique (amortisseurs des chocs) ;
- réserve énergétique ;
- et il sert aussi d'emballage.

## Principaux tissus conjonctifs
Ces tissus comprennent :
- les mésenchymes (ou tissus conjonctifs de soutien aussi dits stroma). Comme leur nom l'indique, ces tissus ont pour fonction principale de soutenir les différentes structures des organes, des veines, des os, des muscles, etc.
Leur cellule caractéristique est le fibroblaste. Elle secrète la plus grande part de la matrice extracellulaire existant dans l'organisme, les fibres de soutien (collagène et élastine). Ces tissus constituent de grandes membranes, riches en fibres de collagène, et limitées par une couche de type épithélial sur chaque face (le mésothélium). Ils séparent les différents compartiments du cœlome des êtres vivants et possèdent une fonction essentielle de soutien : ils sont enroulés autour des organes et les maintiennent en place tout en permettant, dans une certaine mesure qu'ils glissent les uns sur les autres. Un dysfonctionnement des tissus conjonctifs de soutien entraînera un déficit, des insuffisances, des inflammations, des pathologies, de tous les éléments organiques qui en dépendent, soit rappelons-le, 80 % du corps ;
- le cartilage est un tissu conjonctif riche en collagène II. Du fait de sa solidité, il sert de squelette chez les vertébrés primitifs (poissons chondrichtyens) ;
- l'os a une matrice extracellulaire contenant notamment du collagène I qui garantit sa cohésion et des cristaux d'hydroxyapatite qui garantissent sa solidité. Il constitue le squelette léger et très résistant qui caractérise la majorité des vertébrés et est certainement en très grande partie responsable de leur succès évolutif. Il a aussi comme fonction de constituer une réserve de calcium (ion fondamental pour le fonctionnement cellulaire), ce qui explique le fonctionnement dynamique (avec destruction et reconstruction perpétuelle) de l'os chez les vertébrés ;
- le sang est un tissu conjonctif liquide. Il circule à l'intérieur des vaisseaux sanguins et permet d'amener les différentes molécules de l'organisme du lieu où elles sont disponibles vers celui où elles sont utilisées.